# Canada op de Olympische Winterspelen 1972
Tijdens de Olympische Winterspelen van 1972, die in Sapporo (Japan) werden gehouden, nam Canada voor de elfde keer deel.

## Medailleoverzicht
| Sport       | Olympiër        | Discipline | Medaille |
| ----------- | --------------- | ---------- | -------- |
| Kunstrijden | Karen Magnussen | vrouwen    | Zilver   |

## Deelnemers en resultaten

### Alpineskiën
| Olympiër         | Discipline       | Resultaat | Prestatie                       |
| ---------------- | ---------------- | --------- | ------------------------------- |
| Reto Barrington  | afdaling (m)     | 32e       | 1.58,29 (+6,86)                 |
| Reto Barrington  | reuzenslalom (m) | 20e       | 3.17,24 (+7,62) 1.35,22+1.42,02 |
| Reto Barrington  | slalom (m)       | 23e       | 2.03,25 (+13,98) 1.04,02+59,23  |
| Jim Hunter       | afdaling (m)     | 20e       | 1.55,16 (+3,73)                 |
| Jim Hunter       | reuzenslalom (m) | 11e       | 3.12,98 (+3,36) 1.33,83+1.39,15 |
| Jim Hunter       | slalom (m)       | 19e       | 2.01,52 (+12,25) 1.02,02+59,50  |
| Derek Robbins    | afdaling (m)     | 38e       | 2.00,38 (+8,95)                 |
| Derek Robbins    | reuzenslalom (m) | dq        | diskwalificatie                 |
| Derek Robbins    | slalom (m)       | dnf       | opgave                          |
| Judy Crawford    | afdaling (v)     | 27e       | 1.41,75 (+5,07)                 |
| Judy Crawford    | reuzenslalom (v) | 24e       | 1.35,60 (+5,70)                 |
| Judy Crawford    | slalom (v)       | 4e        | 1.33,95 (+2,71) 47,12+46,83     |
| Kathy Kreiner    | afdaling (v)     | 33e       | 1.43,68 (+7,00)                 |
| Kathy Kreiner    | slalom (v)       | 14e       | 1.40,27 (+9,03) 50,55+49,72     |
| Laurie Kreiner   | afdaling (v)     | 20e       | 1.41,00 (+4,32)                 |
| Laurie Kreiner   | reuzenslalom (v) | 4e        | 1.32,48 (+2,58)                 |
| Laurie Kreiner   | slalom (v)       | 12e       | 1.37,30 (+6,06) 48,81+48,49     |
| Carolyne Oughton | afdaling (v)     | 18e       | 1.40,92 (+4,24)                 |
| Carolyne Oughton | reuzenslalom (v) | 29e       | 1.38,29 (+8,39)                 |
| Diane Pratte     | reuzenslalom (v) | 15e       | 1.33,59 (+3,69)                 |
| Diane Pratte     | slalom (v)       | dnf       | opgave                          |

### Bobsleeën
| Olympiër                                                  | Discipline              | Resultaat | Prestatie                                                |
| --------------------------------------------------------- | ----------------------- | --------- | -------------------------------------------------------- |
| Hans Gehrig Andrew Faulds                                 | 2-mansbob (m) Canada I  | 18e       | 5.08,90 (+11,83) (1.18,82 / 1.18,36 / 1.15,66 / 1.16,06) |
| Bob Storey Michael Hartley                                | 2-mansbob (m) Canada II | 14e       | 5.05,70 (+8,63) (1.18,49 / 1.16,70 / 1.14,90 / 1.15,61)  |
| Hans Gehrig David Richardson Peter Blakeley Andrew Faulds | 4-mansbob (m) Canada I  | 13e       | 4.48,06 (+4,99) (1.12,61 / 1.12,43 / 1.10,76 / 1.12,26)  |

### Kunstrijden
| Olympiër                 | Discipline | Resultaat | Prestatie                |
| ------------------------ | ---------- | --------- | ------------------------ |
| Toller Cranston          | mannen     | 9e        | pc. 80,5; 2517,2 punten  |
| Karen Magnussen          | vrouwen    | Zilver    | pc. 23,0; 2673,2 punten  |
| Cathy Lee Irwin          | vrouwen    | 13e       | pc. 116,0; 2383,4 punten |
| Sandra Bezic Val Bezic   | paarrijden | 9e        | pc. 84,0; 384,9 punten   |
| Mary Petrie John Hubbell | paarrijden | 15e       | pc. 129,0; 358,5 punten  |

### Langlaufen
| Olympiër                                                 | Discipline            | Resultaat | Prestatie              |
| -------------------------------------------------------- | --------------------- | --------- | ---------------------- |
| Roger Allen                                              | 15 km (m)             | 50e       | 50.41,31 (+5.13,07)    |
| Malcolm Hunter                                           | 15 km (m)             | 45e       | 49.54,08 (+4.25,84)    |
| Malcolm Hunter                                           | 30 km (m)             | 43e       | 1:46.51,47 (+10.20,32) |
| Fred Kelly                                               | 15 km (m)             | 49e       | 50.07,22 (+4.38,98)    |
| Jarl Omholt-Jensen                                       | 15 km (m)             | 52e       | 50.52,14 (+5.23,90)    |
| Jarl Omholt-Jensen                                       | 30 km (m)             | 50e       | 1:51.14,04 (+14.42,89) |
| Fred Kelly Roger Allen Jarl Omholt-Jensen Malcolm Hunter | 4x10 km estafette (m) | 13e       | 2:16.56,41 (+12.08,47) |
| Roseanne Allen                                           | 5 km (v)              | 40e       | 19.22,70 (+2.22,20)    |
| Sharon Firth                                             | 5 km (v)              | 26e       | 18.06,28 (+1.05,78)    |
| Sharon Firth                                             | 10 km (v)             | 24e       | 36.52,49 (+2.34,67)    |
| Shirley Firth                                            | 5 km (v)              | 35e       | 18.36,07 (+1.35,57)    |
| Hellen Sander                                            | 5 km (v)              | 41e       | 19.30,01 (+2.29,51)    |
| Hellen Sander                                            | 10 km (v)             | 40e       | 40.25,11 (+6.07,29)    |
| Shirley Firth Sharon Firth Roseanne Allen                | 3x5 km estafette (v)  | 10e       | 53.37,82 (+4.51,67)    |

### Rodelen
| Olympiër                    | Discipline | Resultaat | Prestatie                                        |
| --------------------------- | ---------- | --------- | ------------------------------------------------ |
| Larry Arbuthnot             | mannen     | 25e       | 3.36,57 (+8,99) (54,11 / 54,17 / 54,17 / 54,12)  |
| David McComb                | mannen     | 35e       | 3.40,43 (+12,85) (55,20 / 56,14 / 54,52 / 54,57) |
| Doug Hansen                 | mannen     | 38e       | 3.42,22 (+14,64) (55,73 / 55,94 / 55,20 / 55,35) |
| Paul Nielsen                | mannen     | dnf       | opgave                                           |
| Larry Arbuthnot Doug Hansen | dubbel     | 16e       | 1.32,69 (+4,34) (46,47 / 46,22)                  |

### Schaatsen
| Olympiër         | Discipline   | Resultaat | Prestatie         |
| ---------------- | ------------ | --------- | ----------------- |
| Andy Barron      | 1500 m (m)   | 36e       | 2.17,71 (+14,75)  |
| Andy Barron      | 5000 m (m)   | 25e       | 8.11,84 (+48,23)  |
| Gerry Cassan     | 500 m (m)    | 29e       | 42,87 (+3,43)     |
| John Cassidy     | 500 m (m)    | 30e       | 43,01 (+3,57)     |
| Bob Hodges       | 1500 m (m)   | 23e       | 2.12,13 (+9,17)   |
| Kevin Sirois     | 1500 m (m)   | 26e       | 2.13,99 (+11,03)  |
| Kevin Sirois     | 5000 m (m)   | 19e       | 8.02,66 (+39,05)  |
| Kevin Sirois     | 10.000 m (m) | 14e       | 15.58,61 (+57,26) |
| Sylvia Burka     | 500 m (v)    | dq        | diskwalificatie   |
| Sylvia Burka     | 1000 m (v)   | 8e        | 1.32,95 (+1,55)   |
| Sylvia Burka     | 1500 m (v)   | 21e       | 2.29,60 (+8,75)   |
| Gayle Gordon     | 1000 m (v)   | 32e       | 1.38,32 (+6,92)   |
| Gayle Gordon     | 1500 m (v)   | 27e       | 2.31,86 (+11,01)  |
| Jennifer Jackson | 1500 m (v)   | 30e       | 2.35,22 (+14,37)  |
| Donna McCannell  | 500 m (v)    | 25e       | 47,30 (+3,97)     |
| Cathy Priestner  | 500 m (v)    | 14e       | 45,79 (+2,46)     |
| Cathy Priestner  | 1000 m (v)   | 29e       | 1.37,11 (+5,71)   |

### Schansspringen
| Olympiër     | Discipline         | Resultaat | Prestatie                                         |
| ------------ | ------------------ | --------- | ------------------------------------------------- |
| Rick Gulyas  | normale schans (m) | 48e       | 181,3 punten 90,8 p. (71,0 m) + 90,5 p. (70,5 m)  |
| Ulf Kvendbo  | normale schans (m) | 44e       | 187,8 punten 93,0 p. (70,5 m) + 94,8 p. (71,0 m)  |
| Ulf Kvendbo  | grote schans (m)   | 45e       | 152,6 punten 75,6 p. (79,0 m) + 77,0 p. (80,0 m)  |
| Zdenek Mezl  | normale schans (m) | 40e       | 192,8 punten 100,6 p. (74,0 m) + 92,2 p. (70,0 m) |
| Zdenek Mezl  | grote schans (m)   | 17e       | 194,3 punten 104,7 p. (98,0 m) + 89,6 p. (89,0 m) |
| Peter Wilson | normale schans (m) | 56e       | 149,4 punten 79,4 p. (64,5 m) + 70,0 p. (60,5 m)  |
| Peter Wilson | grote schans (m)   | 39e       | 159,6 punten 78,7 p. (83,0 m) + 80,9 p. (83,5 m)  |

Argentinië · Australië · België · Bondsrepubliek Duitsland · Bulgarije · Canada · Duitse Democratische Republiek · Filipijnen · Finland · Frankrijk · Griekenland · Groot-Brittannië · Hongarije · Iran · Italië · Japan · Joegoslavië · Libanon · Liechtenstein · Mongolië · Nederland · Nieuw-Zeeland · Noord-Korea · Noorwegen · Oostenrijk · Polen · Roemenië · Sovjet-Unie · Spanje · Taiwan · Tsjecho-Slowakije · Verenigde Staten · Zuid-Korea · Zweden · Zwitserland